# Zilog Z380
Lo Z380 è un microprocessore a 32 bit prodotto dalla Zilog nel 1994. 
Lo Z380 è compatibile con lo Z80 e fu sostituito dalla famiglia di processori eZ80 che ebbero un maggior successo. Il chip supporta istruzioni a 16 bit e raggiunge la frequenza di 40 MHz.